# Ajas (syn Telamona)
Ajas (także Ajaks, zw. Wielkim, gr. Αἴας Aías, łac. Aiax), w Grecji znany bardziej pod imieniem Ajantas, nowogr. Eantas (Αίαντας) – w mitologii greckiej uczestnik wojny trojańskiej; bohater Iliady Homera.
Uchodził za syna Telamona (króla Salaminy) i jego pierwszej żony Periboi (Eriboi) oraz przyrodniego brata Teukrosa.
Był drugim (po Achillesie) pod względem dzielności wojownikiem achajskim. Omal udało mu się zabić Hektora za pomocą ogromnego głazu. Zabił wielu Trojan. Kiedy Achilles zginął z ręki Parysa, Ajaks razem z Odyseuszem wynieśli jego ciało z pola bitwy. Odyseusz wywiózł je na swoim rydwanie, a Ajas go osłaniał. Potem obaj rywalizowali o zbroję po Achillesie i wygrał Odyseusz. Gdy zmęczony Ajas zasnął, Atena zesłała na niego szał. Kiedy się obudził, wyrżnął stado baranów, które wziął za achajskich przywódców (w tym Odyseusza i Agamemnona). Oprzytomniawszy, ze wstydu popełnił samobójstwo. Samobójstwo Ajaksa było prawdopodobnie pierwszym opisanym przez literaturę europejską targnięciem się człowieka na własne życie.
Na wyspie Salamina istnieje związana z legendami o Ajaksie miejscowość Eantio. A w jej pobliżu w lesie, tuż przy osadzie Kanakia, na górującym nad plażą wzgórzu, odsłonięto fundamenty rozległego dworu - niedużej akropolis z okresu mykeńskiego.